# Mônica Passos
Mônica Passos est une chanteuse, comédienne et auteur-compositeur brésilienne, née à São Paulo en 1956 et installée en France depuis 1980.
Cette « diva fellinienne », qui se destinait initialement uniquement à la comédie, s'est peu à peu dirigée vers une chanson mêlant bossa nova et traditions populaires brésiliennes. Elle compose aussi certaines de ses chansons en français. Elle a été récompensée en 2005 par le Djangodor dans la catégorie « musiques traditionnelles du Monde ».

## Discographie
- Dama de Paus, Socadisc, 1989
- Casamento, Rue bleue, 1993
- Les chiens aboient et la caravane passos, Universal, 1998
- Banzo, Night & Day, 2003
- Organ Song (avec Emmanuel Bex), Naïve Records, 2006
- Lemniscate, Archieball, 2008

## Filmographie
Documentaire sur le festival Jazz à Porquerolles
- Jazz à Porquerolles de Frank Cassenti, 2003
- L'Île du jazz de Frank Cassenti, 2006